# Kilmainham Gaol

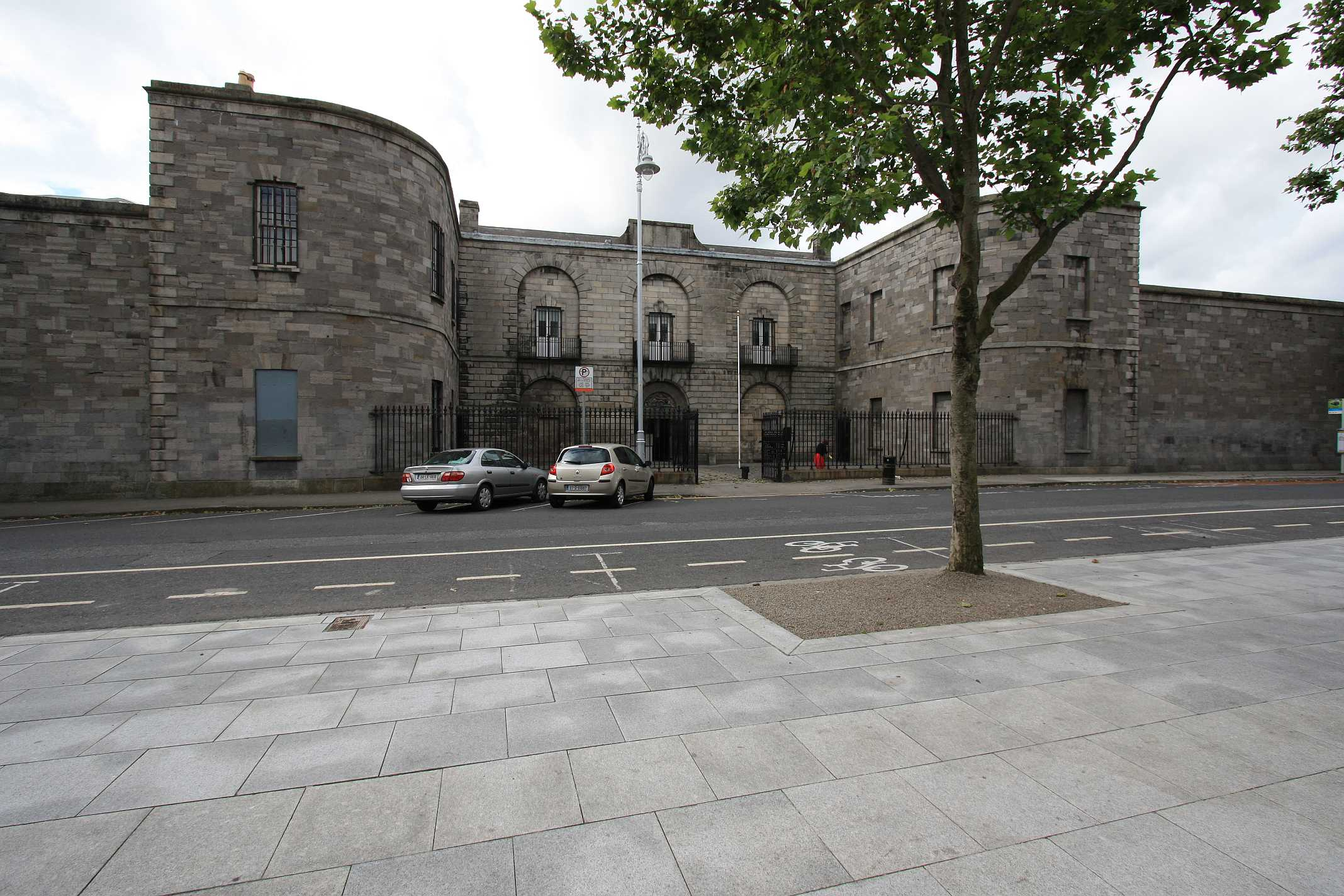
Haupteingang des Kilmainham-Gefängnisses

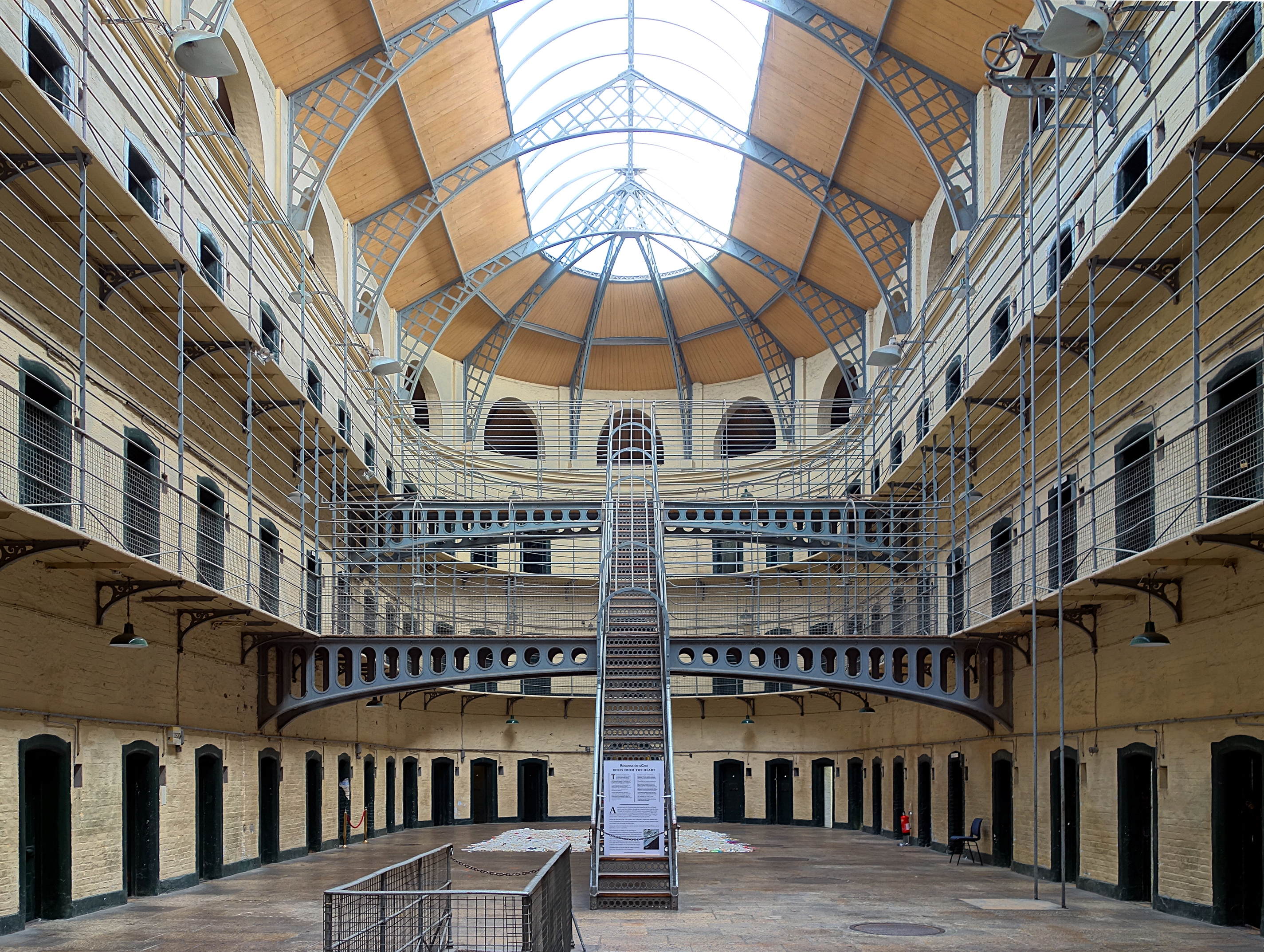
Im Kilmainham-Gefängnis

Kilmainham Gaol (irisch Príosún Chill Mhaighneann ‚Kilmainham-Gefängnis‘) ist ein ehemaliges Gefängnis im Dubliner Stadtteil Kilmainham. Heute dient es als Museum. Im Hof des Gefängnisses befindet sich eine Gedenkstätte für die hier hingerichteten Anführer des Osteraufstandes 1916.
Das Gefängnis wurde 1796 erbaut und erhielt den Namen „Neues Gefängnis“, um es vom alten Gefängnis abzugrenzen, das es ablöste. In der Geschichte Irlands spielte es eine bedeutende Rolle, da viele irische Rebellenführer und nationalistische Politiker im Kilmainham Gaol inhaftiert waren und mehrere von ihnen hier hingerichtet wurden. Nach der Unabhängigkeit Irlands wurde das Gefängnis im Jahr 1924 geschlossen.
Der letzte Gefangene war Eamon de Valera. Nach der Schließung verfiel der Gebäudekomplex immer mehr. Erst in den 1960er-Jahren besann man sich der historischen Bedeutung und restaurierte das Gefängnis komplett, um ein Museum bzw. eine nationale Gedenkstätte daraus zu machen. Das eigentliche Gefängnis kann, im Rahmen einer Führung, besichtigt werden.
Das Gefängnis diente bereits mehrmals als Filmkulisse. Neben anderen wurden dort die folgenden Filme gedreht:
- Charlie staubt Millionen ab, 1969
- Im Namen des Vaters, 1993
- Michael Collins, 1996 (obwohl Michael Collins nie im Kilmainham Gaol gefangen gehalten wurde)
- The Escapist – Raus aus der Hölle, 2008
- Paddington 2

Außerdem wurde das Video der Band U2 mit dem Titel A Celebration in diesem Gefängnis gedreht.
Unter den Gefangenen waren unter anderem:
- Henry Joy McCracken, 1796
- Robert Emmet, 1803
- Anne Devlin, 1803
- Michael Dwyer, 1803
- William Smith O’Brien, 1848
- Thomas Francis Meagher, 1848
- Jeremiah O’Donovan Rossa, 1867
- Charles Stewart Parnell, 1881/1882
- Michael Davitt
- Patrick Pearse, 1916
- Countess Markievicz, 1916
- James Connolly, 1916
- Eamon de Valera
- Joseph Mary Plunkett, 1916

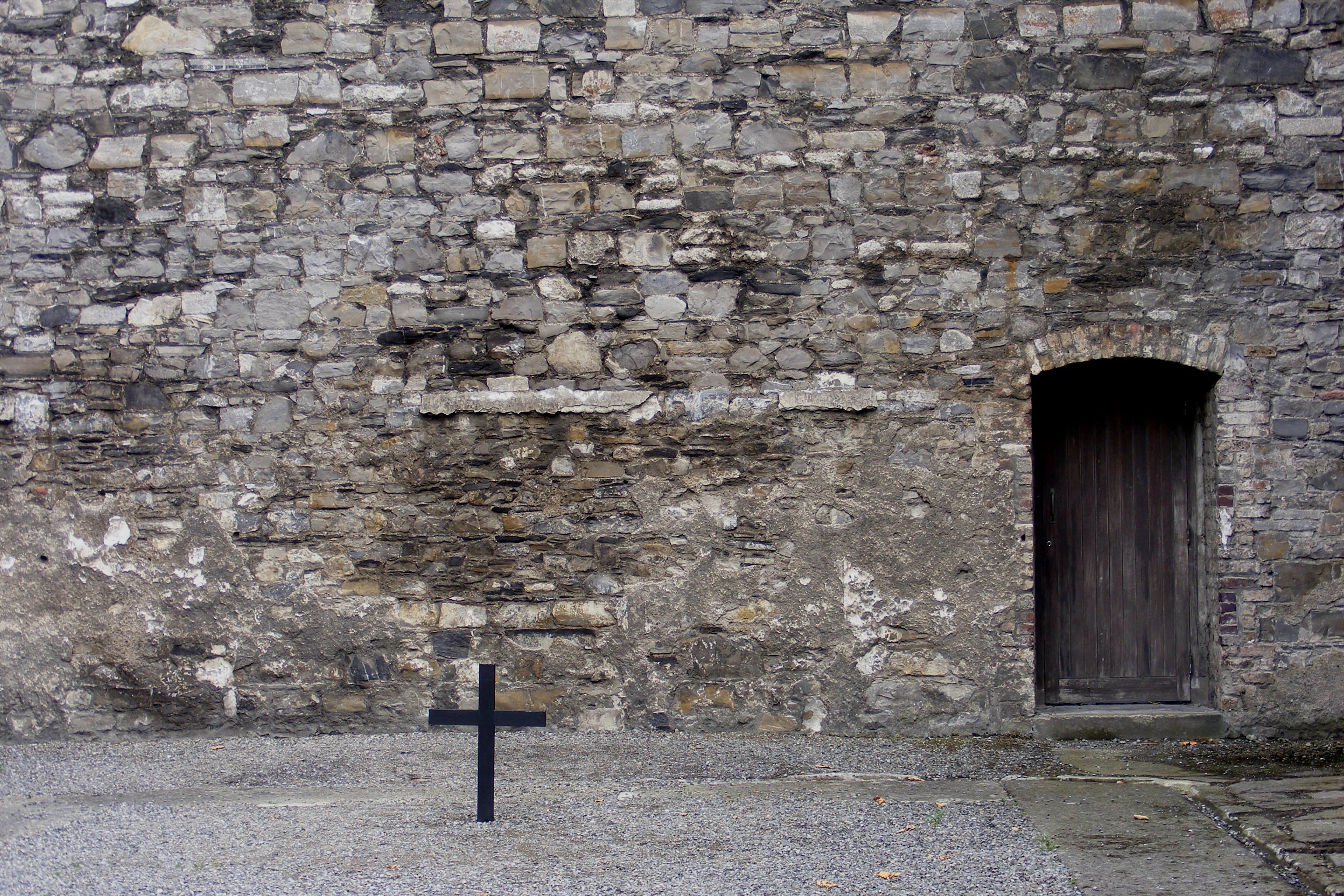
Hinrichtungsstätte im Innenhof des Gefängnisses

Die hier hingerichteten Anführer des Osteraufstandes 1916 waren:
- Patrick Pearse, 3. Mai 1916
- Thomas J. Clarke, 3. Mai 1916
- Thomas MacDonagh, 3. Mai 1916
- Joseph Mary Plunkett, 4. Mai 1916
- Edward Daly, 4. Mai 1916
- Michael O’Hanrahan, 4. Mai 1916
- William Pearse, 4. Mai 1916
- John MacBride, 5. Mai 1916
- Con Colbert, 8. Mai 1916
- Éamonn Ceannt, 8. Mai 1916
- Michael Mallin, 8. Mai 1916
- Seán Heuston, 8. Mai 1916
- Seán Mac Diarmada, 12. Mai 1916
- James Connolly, 12. Mai 1916

Ein weiteres Gefängnis in Dublin, das im Rahmen der irischen Unabhängigkeitskämpfe bekannt wurde, ist das Mountjoy Prison.